# Torres de Ràdio de Madona
Les Torres de Ràdio de Madona (en letó: Madonas Radio Torņi) van ser dues torres de ràdio de fusta a la ciutat de Madona (Comtat de Madonas) al país de Letònia que van ser construïdes i acabades l'any 1932. Les torres de ràdio de Madona es van utilitzar com a mitjà de comunicació a partir de 1932, l'any en què les torres es van construir, fins a 1944, quan van ser destruïdes pels invasors alemanys durant la Segona Guerra Mundial. Aquestes dues torres van ser també les estructures més altes mai construïdes amb fusta a Letònia i també les més altes torres de fusta construïdes amb secció triangular. L'antena de les torres era 116 metres sobre el nivell de la mar.